# Warnstorfia laculosa
Warnstorfia laculosa là một loài Rêu trong họ Amblystegiaceae. Loài này được (Müll. Hal.) Ochyra & Matteri miêu tả khoa học đầu tiên năm 1997.